# Грайзер, Албин
Албин Франца Грайзер (Грайзар) (словен. Albin Franca Grajzar, серб. Албин Франце Грајзер; 15 февраля 1922, Смледник — 1 апреля 1944, Метнай) — югославский словенский партизан Народно-освободительной войны, разведчик Службы информирования и безопасности. Народный герой Югославии.

## Биография
Родился 15 февраля 1922 года в Смледнике (около словенского города Крань). Работал до войны столяром. Член Союза коммунистической молодёжи Югославии с 1938 года. На фронте Народно-освободительной войны с 1941 года.
Проходил службу в Заложском партизанском отряде и Молнишской партизанской роте, служил пулемётчиком в роте. Сражался в первых рядах. С ноября 1941 года военнослужащий 2-го Штирийского батальона. В январе переведён из пехоты в образованную Коммунистической партией Словении Службу разведки и безопасности. С августа 1942 года снова в партизанском движении, командир Охранной роты Главного штаба НОАЮ в Словении и командир 1-го батальона Службы разведки и безопасности.
В 1943 году Албин некоторое время был личным телохранителем Эдварда Карделя и Франца Лескошека, защищая их во время пребывания на территории Хорватии. С сентября 1943 года — командир 1-го батальона Службы разведки и безопасности в Люблянской покраине, с марта 1944 года — заместитель командира 1-й дивизии Службы разведки и безопасности.
1 апреля 1944 погиб в боях против немецких солдат и словенских коллаборационистов около местечка Метнай.
20 декабря 1951 указом Иосипа Броза Тито Албину Грайзеру присвоено посмертно звание Народного героя Югославии.